# Axel Heil

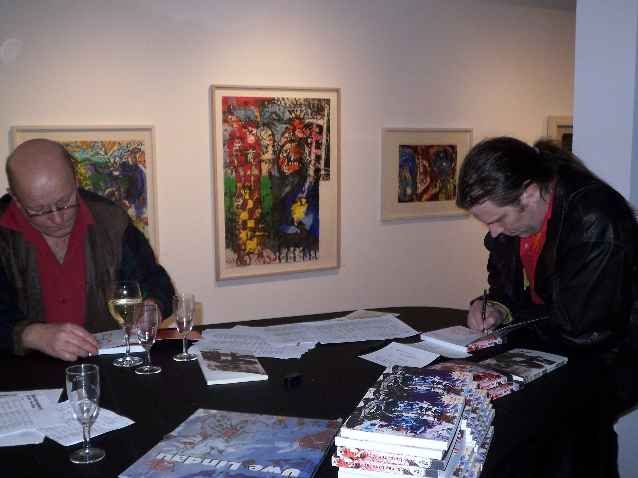
Axel Heil (rechts) mit Uwe Lindau 2007 in der Stadtgalerie Markdorf

Axel Heil (* 1965 in Karlsruhe) ist ein deutscher Künstler. Er lebt in Karlsruhe und Basel, Sein Arbeitsschwerpunkt ist Mixed Media.

## Ausbildung
Axel Heil studierte von 1984 bis 1990 an der Staatlichen Akademie der bildenden Künste in Karlsruhe bei den Professoren Harry Kögler und Helmut Dorner. Von 1988 bis 1994 folgte ein Studium an der Universität Heidelberg in den Fächern Ethnologie und Philosophie. Von 1990 bis 1992 war er Meisterschüler bei Professor Max Kaminski.

## Preise, Stipendien und kuratorische Tätigkeiten
- 1986: Gastkurator: Museum der Stadt Pforzheim, „Afrikanische Kunst aus Süddeutschem Privatbesitz“
- 1987: Förderpreis der Stadt Karlsruhe
- 1989: bis 1990 Stipendium des deutsch-französischen Jugendwerks (DFJW) an der Ecole Nationale Supérieure des Beaux-Arts, Paris
- 1990: Gründung des „Instituts für die Beobachtung von Abdingbarem“
- 1992: Moninger-Preis, Karlsruhe
- 1993: Erasmusstipendium an der Koninklijke Academie van Beeldenden Kunsten, Den Haag
- 1994: Münchner Förderpreis für junge Künstler
- 1994–1995: Graduiertenstipendium des Landes Baden-Württemberg
- 1995: Gastkurator Bielefelder Kunstverein, „Asger Jorn – Choreographie des Augenblicks“
- 1995: Gastkurator: Galerie Margit Haupt, Karlsruhe, „Permanent Vacation“
- 1995–1996: Stipendium Cité Internationale des Arts, Paris
- 1996: Gastkurator Gesellschaft der Freunde junger Kunst Baden-Baden e.V, „Fink Ossi“ „Till Freiwald“ „Felix Droese“ „Christof Kohlhofer“ „Ü-Ei“
- 1996: Gastkurator Staatliche Kunsthalle Baden-Baden, „Black Magic Woman“
- 1997: Stipendium des Borealis-Ausgleichsfonds Basel für New York
- 1997–1999: Gastkurator: Staatliche Kunsthalle Baden-Baden, „YET on the other hand“
- 2000: Gastkurator Skulpturhalle Basel, „Transarcadia revisited“

## Lehrtätigkeiten
In den Jahren 2000 bis 2001 übernahm Heil eine Gastprofessur für Schrift an der Staatlichen Akademie der Bildenden Künste Karlsruhe, 2001 war er Gastdozent an der Freien Kunstakademie Mannheim. Seit 2002 ist er Professor für Experimentelle Transferverfahren und Schrift an der Staatlichen Akademie der Bildenden Künste Karlsruhe.

## Ausstellungen (Auswahl)
- 2001
  - Axel Heil / John M. Armleder – 20.21 Galerie Edition Kunsthandel GmbH, Essen

- 2002
  - Schwarzwaldhochstraße – Staatliche Kunsthalle Baden-Baden, Baden-Baden

- 2005
  - Ratatouille – 20.21 Galerie Edition Kunsthandel GmbH, Essen
  - Revisited – Galerie Margit Haupt, Karlsruhe

- 2007
  - Paul Thek. Werkschau im Kontext – ZKM | Zentrum für Kunst und Medientechnologie Karlsruhe, Karlsruhe
  - Combinazione Arrabbiatica – Duo-Bilder von Axel Heil & Uwe Lindau – Stadtgalerie Markdorf und Galerie Marie-José van de Loo, München
  - Hunter and Gatherer – Ferenbalm-Gurbrü Station, Karlsruhe
  - Brave Lonesome Heroes; Topoi des Westerns in der Gegenwartskunst – Villa Merkel & Bahnwärterhaus, Esslingen am Neckar
  - Poetics Country – Ferenbalm-Gurbrü Station, Karlsruhe

- 2008
  - Once in a lifetime – Formalismus heute – Ferenbalm-Gurbrü Station, Karlsruhe
  - once in a lifetime – Mayerei, Karlsruhe
  - Clinch / Cross / Cut – Team 404 & John Armleder – New Jerseyy, Basel
  - Paul Thek: Werkschau im Kontext zeitgenössischer Kunst – Sammlung Falckenberg – Kulturstiftung Phoenix Art, Hamburg
  - Introspetive in ein Jahrzehnt – Galerie Marie-José van de Loo, München

- 2009
  - Borderline Pleasure – Ferenbalm-Gurbrü Station, Karlsruhe
  - Borderline Pleasure – Galerie Michael Janssen – Berlin, Berlin
  - If I Was the Cousin of My Mother’s Sister's Son – Gallery Bar, New York City, NY

## Publikationen (Auswahl)
- The Japanese experience inevitable, Hatje Cantz, 2002
- Uwe Lindau, auf dem Meteor durchs Weltall, Museum Schloss Ettlingen, 2003
- Moving Energies 1-3, Museum Folkwang Essen, 2003
- Marianna Gartner, 20.21 Editions, 2004
- Masahiko Kuwahara, a world out of joint, Tomio Koyama, Tokio, 2004
- Jason Rhoades, My Madinah, Silverbridge, Paris
- Das Buch zur 150-Jahrfeier. Die Geschichte der Kunstakademie Karlsruhe in Bildern und Texten.
- Haus der Kulturen der Welt (Hrsg.): Aby Warburg: Bilderatlas Mnemosyne. Texte von Roberto Ohrt, Axel Heil, Bernd M. Scherer u. a., Hatje Cantz, Berlin 2020, ISBN 978-3-7757-4693-9.